# 1-ша українська радянська армія
Перша українська радянська армія — з'єднання військ Червоної армії, створена 15 квітня 1919 р. за рішенням РВР Українського фронту від 24 березня 1919 р. з частин Групи військ київського напрямку у складі:
- 1-а українська радянська дивізія
- 2-а українська радянська дивізія
- 3-я прикордонна дивізія
- 1-а Окрема кавалерійська бригада
- Окрема Бесарабська бригада
- Дніпровська військова флотилія

На посаду командарма призначається Мацилецький С. К., членами Реввійськради — Владіміров (Марочкін) та Кушаков, якого наприкінці травня замінив Ткалун П. П. Посаду начальника штабу обійняв Дубовий І. Н., поармом став Гроздовський.
27 травня 1919 р. Мацилецького відкликають на іншу роботу, його посаду тимчасово виконує Дубовий, а начальником штабу стає Купрєянов В. А. Такий склад керівництва лишався незмінним до 25 червня 1919 р., коли Перша українська радянська армія припинила своє існування, влившись до лав 12-ї армії Західного фронту РККА.

## Командний склад[1]
Командувачі (командарм):
- Мацилецький С. К. (15 квітня — 27 травня 1919)
- Дубової І. Н. (тво, 27 травня — 25 червень 1919).

Члени РВС:
- Владимиров М. К. (15 квітня — травень 1919),
- Кушаков (15 квітня — 26 травня 1919),
- Марочкин М. К. (15 квітня — 25 червень 1919),
- Ткалун П. П. (26 травня — 25 червень 1919).

Начальники штабу:
- Дубовий І. Н. (15 квітня — 26 травня 1919),
- В. А. Купріянов (26 травня — 25 червень 1919).

## Виноски
1. ↑  В. Антонов-Овсеенко. Записки о гражданской войне. — М. : Государственное военное издательство, 1933. — Т. 4. — С. 129.(рос.)